# حنيشية (الريف الشرقي)
حنيشية (بالفارسية: حنیشیه) هي قرية تقع في إيران في قسم الريف الشرقي الريفي. يقدر عدد سكانها بـ 173 نسمة بحسب إحصاء 2016.